# Chichiltepec, Puebla
Chichiltepec är en ort i Mexiko.   Den ligger i kommunen Coxcatlán och delstaten Puebla, i den sydöstra delen av landet, 250 km sydost om huvudstaden Mexico City. Chichiltepec ligger 2 132 meter över havet och antalet invånare är 651.
Terrängen runt Chichiltepec är kuperad åt sydväst, men åt nordost är den bergig. Runt Chichiltepec är det ganska tätbefolkat, med 65 invånare per kvadratkilometer. Närmaste större samhälle är Coxcatlán, 7,0 km väster om Chichiltepec. I omgivningarna runt Chichiltepec växer huvudsakligen savannskog.